# Angoumé
Angoumé é uma comuna francesa na região administrativa da Nova Aquitânia, no departamento Landes. Estende-se por uma área de 7,92 km². Em 2010 a comuna tinha 287 habitantes (densidade: 36,2 hab./km²).